# 行轅
行轅主要指軍事統帥在某一區域所開設、有高級軍官代理辦公的官署，類似「幕府」。
“行轅”一词源自「轅門」。「轅門」是古代将军出征時，幕府外的大门，因为常用戰車之轅木交叉而成，故称「轅門」。某些地方的军事官署外的两旁用木柵圍護，也稱轅門。行轅和轅門多設于军事重地。
另外，行轅也雅稱「行臺」。行臺則源於中國南北朝至隋唐的中央朝廷設在外州的尚書臺（後發展成尚書省），與「行省」同理。
1946年8月7日，撤销国民政府军事委员会。各地的国民政府军事委员会委员长行营改称为国民政府主席行辕，直隶于国民政府，职权、组织结构照旧。行轅的负责人为主任，其职责类似清朝的督抚。
- 东北行辕 主任熊式辉，辖7个军
- 北平行轅 主任李宗仁。參謀長王鴻韶，主任秘書黄雪邨。下辖第十一战区（北平）4个军、4个整编师，第十二战区（归绥）3个军、1个整编师、1个骑兵军、2个骑兵师
- 武汉行辕 主任程潜，下辖第六（樊城）、第七（大冶）绥靖区  2个整编师
- 息烽行辕 主任周养浩。息烽集中营旧址
- 西昌行辕 （1939年2月-1946年3月）
- 广州行辕主任张发奎 ，2个整编师
- 西北行辕 主任张治中 ，3个军、3个整编师、1个骑兵军、4个骑兵师
- 重庆行辕 代主任朱绍良 ，6个整编师。

1948年5月19日行宪政府成立前夕，国民政府明令：东北、北平行辕着即归并于东北与华北剿匪总司令部；武汉、西北、重庆、广州行辕均着改为綏靖公署。